# جنازة الأميرة ديانا
بدأت الجنازة الرسمية للأميرة ديانا (أميرة ويلز) يوم السبت 6 من شهر أيلول / سبتمبر لعام 1997 في تمام الساعة 9:08 صباحاً في لندن عندما بدأت الأجراس الملكية تعلن عن نقل موكب الجنازة من قصر كينسينغتون. حمل النعش من القصر خلال هايد بارك كورنر وصولاً إلى قصر سانت جيمس، وهو نفس القصر الذي بقيت فيهِ جثة ديانا لخمسة أيام قبل أخذها لقصر كينسينتغون. انزل علم الأتحاد (علم المملكة المتحدة) إلى النصف. وأقيمت المراسيم الرسمية للجنازة في ضاحية وستمنستر في لندن وأنتهت في مكان دفن الأميرة في آلثورب.
حضر ألفا شخص المراسيم في ضاحية وستمنستر بينما بلغ عدد مشاهدات التلفاز البريطاني للمراسيم حوالي الـ 32.10 مليون مشاهدة، مما جلعها من أكثر الأرقام المسجلة لعدد المشاهدات في التلفاز البريطاني في وقتها. وشاهد المراسيم حوالي المليارين شخص عالمياً. مما جعلها من أكثر الأحداث مشاهدةً في التاريخ.

## الجنازة
نقل نعش ديانا المغطى برايات العائلة الملكية التقليدية إلى لندن من مستشفى بيتي سالبترير عبر القاعدة الجوية فيليزي في باريس بحضور زوج الأميرة السابق الأمير تشارلز وشقيقات الأميرة في يوم 31 أغسطس عام 1997. ونقلت الجثة إلى مشرحة خاصة، بعد ذلك نقلت إلى قصر سانت جيمس. وفق خطة مراسيم جنازة الملكة الأم (أم الملكة إليزابيث الثانية)، تحت مُسمى عملية «تاي بريدج»، وهي الخطة المدرب عليها لمدة 22 سنة، وأستخدمت كأساس في مراسيم جنازة الأميرة ديانا.

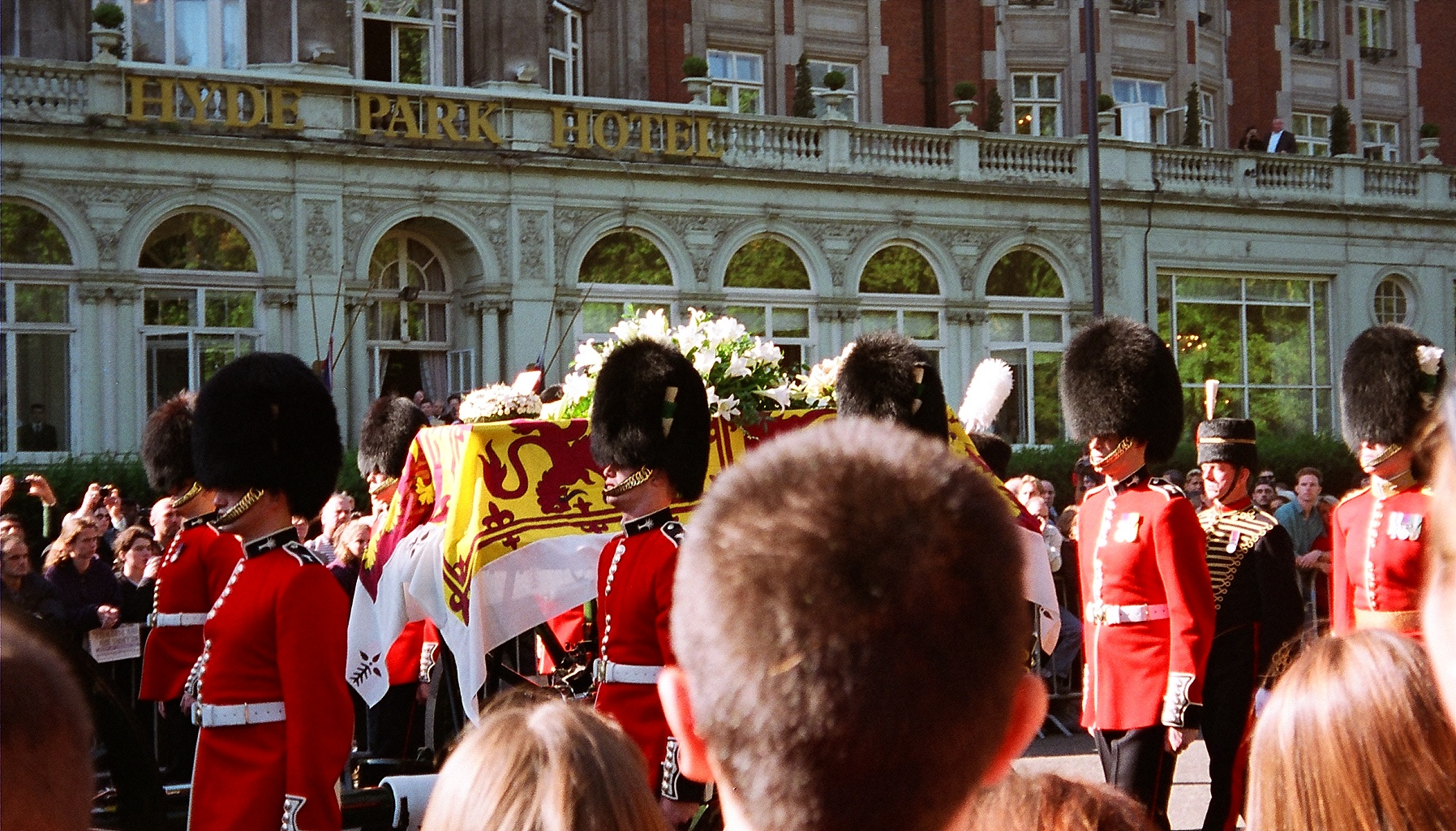
نعش ديانا وهو يجول في شوارع لندن ليصل إلى ضاحية ويستمنستر

لم يكن الحدث جنازة رسمية، بالأحرى كان مراسيم جنازة ملكية. وضعت العديد من باقات الورود على بوابات قصر كينسينغتون وقصر بكنغهام. ورافق النعش المغطى برايات ملكية تقليدية ثمانية حراس شخصيين للأميرة ديانا من ويلز في جولة أستغرقت ساعة وأربع وسبعين دقيقة في شوراع لندن. وكان يوجد فوق النعش أكاليل من الزهور البيضاء مهداة من أخوها إيرل سبينسر، وولديها الأمير ويليام والأميرهاري عند قصر سانت جيمس، قام دوق إدنبره، أمير ويلز، ولديها وأخوها بالمشي وراء نعش الأميره. انضم للمشي وراء الموكب خمسمائة ممثل لجمعيات خيرية متعددة، ومنهم كان الممثل أندرو لينكولن حيث كان هو ممثل للأكاديمية الملكية للفنون المسرحية. وأصطف في شوراع لندن أكثر من مليون شخص، حيث تماطرت أكاليل الورد في الطريق على موكب الجنازة بكثافة.
بدأت المراسم في ضاحية ويستمنستر تمام الساعة الحادية عشرة صباحاً بتوقيت بريطانيا الصيفي وأستمرت لمدة ساعة واحدة وعشر دقائق. وضعت العائلة المالكة باقات الورود الكثيفة حول نعش الأميرة ديانا بوجود رئيسة الوزراء السابقة مارغريت ثاتشر، جيمس كالغهان، وإيدوارد هيث، وكذلك العضو السابق في البرلمان وحفيد رئيس الوزراء المعاصر للحرب العالمية الثانية ونستون تشرشل. أما الضيوف فقد كان من بينهم السيد كليف ريتشارد، وهيلاري كلينتون، وهينري كيسنجير، وويليام كرو، وبرناديت شيراك، والملكة نور الحسين، وتوم هانكس، وستيفين سبيلبيرج، وألتون جون، وجورج مايكل، وكريس دو بيرغ، ومايكل باريمور، وماريا كاري، وريتشارد برانسون، ولوتشانو بافاروتي، وتوم كروز، ونيكول كيدمان قرأ رئيس الوزراء توني بلير كلمات مُختارة من الرسالة الأولى إلى أهل كورنثوس نصها «والآن يثب الأيمان، الأمل، الحب، أولئك الثلاث; لكن أعظمها هو الحب.» من بين المدعوين الآخرين كان ملك إسبانيا، وأميرة هولندا مارجريت، وقسطنطين الثاني، وماساكو ولية عهد اليابان، وناروهيتو، ونيلسون مانديلا.
وكان أسقف كانتربري جورج كاري، وعميد ويستمنستر ويسلي كار حاضرين أيضاً في ضاحية ويستمنستر. بدأت الفرقة الأنجليكية للموسيقى كالعادة التقليدية بعزف النشيد الوطني الإنجليزي فليحفظ الله الملكة. الأنشودة كانت من تأليف يوهان سباستيان باخ، وأنتونين دفورجاك، وكامي سان صانز، وغوستاف هولست وبعض الألحان الأخرى عزفت خلال المراسيم.
خلال عزف النشيد وغيرها قام إلتون جون بغناء أغنية شمعة في الرياح والتي أعيد كتابتها من أجل الأميره ديانا. إذ تعاقد مع شريكه في الكتابة بيرني تاوبين، حيث أراد منه مراجعة كلمات أغنية شمعة في الرياح الصادرة سنة 1973م لتشريف ديانا، فقام تاوبين بإعادة كتابة الأغنية وفق ذلك. قبل شهر فقط من موت الأميرة ديانا تم تصويرها وهي تقوم بمواساة إلتون جون في جنازة صديقهما المشترك جياني فيرساتشي.
غنيت من قبل جوقة ضاحية ويستمنستر أغنية لأثينا بواسطة الملحن البريطاني جون تافينار، وكلمات من قبل الأم ثيلكا، وهي راهبة يونانية اورثوذوكسيه، مستوحى من طقس ديني ارثوكسي وأيضاً من مسرحية شكسبير (هاملت)، وغنيت بقيادة مارتين نيري منذ خروج موكب جنازة الأميرة ديانا من صحن كنيسة ضاحية ويتسمنستر. في يوم الأحد المصادف السابع من أيلول / سبتمبر، وأنشدت بعض الأغاني للأميرة ديانا في ضاحية ويستمنستر تلبية لطلب الجماهير الكثيرة.

## الدفن
كان الدفن في وقت لاحق من نفس اليوم وبشكل خاص وليس عام. حضر زوج ديانا السابق، مع أبنائها، وأمها، وأخواتها، ومع صديق مقرب للعائلة، وبصحبة رجل دين. كان جسد ديانا مُغطى بثوب أسود ذو أكمام طويلة صممتهُ كاثرين ووكر، والتي اختارت الثوب قبل بضعة أسابيع. وضعت مجموعة من الخرز المُسبحة في يدي الاميرة وهي هدية مهداة من الأم تيريزا، والتي توفيت في نفس الأسبوع الذي توفيت فيهِ الأميرة ديانا. ويقع قبرها على جزيرة احداثياتها (52.283082 ° شمالا 1.000278 ° غرب) داخل أراضي حديقة الثورب، وهي أراضي منزل عائلة سبنسر لعدة قرون. كانت الأرض مكرسة من قبل أسقف بيتيربورو قبل الدفن.

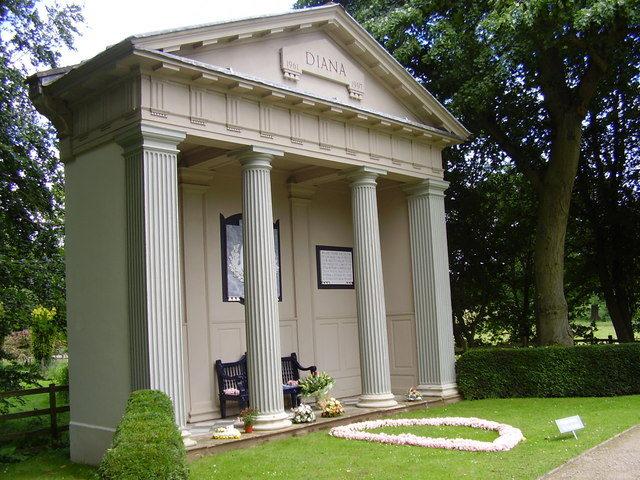
نصب ذكرى الأميرة ديانا، أميرة ويلز

أزيلت الاعلام التقليدية الملكية في مراسيم الجنازة والتي كان تغطي التابوت من قبل شقيق ديانا للحظات قبل دفنها، واستبدلت بعلم عائلة سبنسر؛ وادعا إيرل أن «(ديانا) هي سبنسر الآن». وقد وافق الأمراء تشارلز، ووليام وهاري على التغيير. ومع ذلك، أدان بول بيريل، خادم ديانا السابق، هذه الخطوة، قائلا: «كان هذا الفعل لهُ علاقة أكبر بحرب عائلة سبنسر ضد عائلة وندسور عن القيام بما كانت ديانا تريده، وكان غير لائق وغير محترم، وأنا أعلم أنه ليس ما أرادت ديانا. فبهذا الفعل، قام شقيقها بحرمان الأميرة من وضعها السليم في الحياة - وهو الوضع الذي كانت تفخر به.»
كانت الخطة الأصلية لدفن ديانا هو في قبو عائلة سبنسر في الكنيسة المحلية في منطقة برينغتون العظمى، لكن لورد سبنسر قال إنه قلق بشأن السلامة والأمن العامين وهجمة الزوار التي قد تطغى على برينغتون العظمى. فقرر دفنها حيث يمكن رعاية قبرها بسهولة وزيارتها في خصوصية من قبل ويليام، وهاري، وأقارب سبنسر الآخرين.

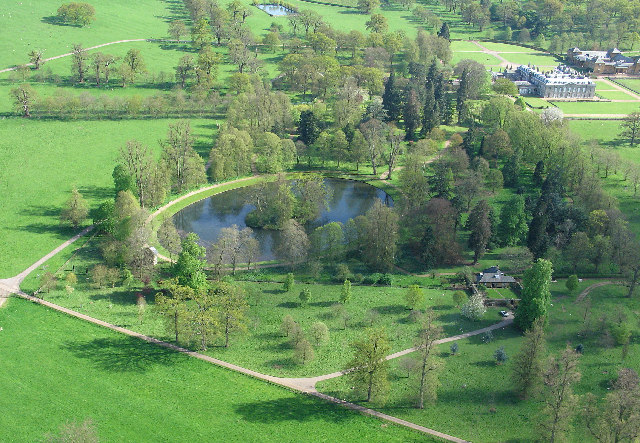
جزيرة آلثورب و بحيرة البيضة المستديرة حيث دُفنت الأميرة ديانا

تقع الجزيرة في بحيرة الزينة المعروفة باسم البيضة المستديرة داخل حدائق ألثورب بارك. في مسار مكون من ستة وثلاثين شجرة من أشجار البلوط، حيث تمثل كل شجرة سنة من حياتها، ويؤدي إلى شيء شبيه بالبيضاوي. هنالك ايضاً أربعة بجعات سوداء تسبح في البحيرة. وفي المياه هناك زنابق الماء، بالإضافة إلى وجود الورود البيضاء، التي كانت هي الزهور المفضلة للأميرة ديانا. على الجانب الجنوبي من البيضة المستديرة يجلس سامر هاوس (بيت قضاء عطلة الصيف)، سابقا كان يوجد في حدائق البيت الأدميرالية، في لندن، والآن أصبحت لتكون بمثابة نصب تذكاري لديانا. ويوجد مشتل قديم في مكان قريب، والذي يحتوي على الأشجار التي زرعت من قبل الأسرة. مكن قرار عائلة سبنسر لدفن الأميرة في هذا الموقع المنعزل والخاص من زيارة قبرها على انفراد.
قدمت مراسم الدفن من قبل الكتيبة الثانية لفوج أميرة ويلز الملكي، الذين أُعطيت لهم شرف حمل الأميرة في جميع أنحاء الجزيرة ووضعها لترقد بسلام. حيث شغلت ديانا منصب العقيد في الكتيبة من سنة 1992 وحتى سنة 1996.